# RPT (文件格式)
RPT是水晶报表的電腦報告格式的檔案。透過與數據庫經ODBC連結而取得報據所需的數據，並排版列印出來。
“RPT”格式是一種自己的專屬格式，不能與其他報告格式相容。